# Lögdasundsselet
Lögdasundsselet är en sjö i Åsele kommun i Lappland och ingår i Lögdeälvens huvudavrinningsområde. Sjön har en area på 0,858 kvadratkilometer och ligger 259,5 meter över havet. Lögdasundsselet ligger i Lögdeälven Natura 2000-område. Sjön avvattnas av vattendraget Lögdeälven (Lögdån).

## Delavrinningsområde
Lögdasundsselet ingår i det delavrinningsområde (710935-164022) som SMHI kallar för Utloppet av Lögdasundsselet. Medelhöjden är 329 meter över havet och ytan är 14,88 kvadratkilometer. Räknas de 93 avrinningsområdena uppströms in blir den ackumulerade arean 840,39 kvadratkilometer. Avrinningsområdets utflöde Lögdeälven (Lögdån) mynnar i havet. Avrinningsområdet består mestadels av skog (91 procent). Avrinningsområdet har 0,91 kvadratkilometer vattenytor vilket ger det en sjöprocent på 6,1 procent.